# Manoli Garcia Climent
Manoli Garcia Climent (Alacant, 29 d'octubre de 1950) és una exjugadora i entrenadora de voleibol valenciana.
Jugadora del Club Voleibol Cornellà, arribà a ser-ne la capitana. Guanya dues Lligues espanyoles (1979-80, 1981-82) i una Copa de la Reina (1982), exercint la darrera temporada el rol de jugadora-entrenadora. Dirigí l'equip cornellanenc, amb les seves denominacions posteriors (RCD Espanyol-Cornellà) fins a la temporada 1984-85, amb el qual aconseguí una Lliga (1984-85) i dues Copes de la Reina (1984, 1985). Es llicencià en Educació física per l'Institut Nacional d'Educació Física de Catalunya el 1986 i, després d'aquest breu parèntesi, tornà a formar part del cos tècnic del club blanc-i-blau la temporada 1986-87. Al mateix temps, entrenà l'equip juvenil amb el qual guanyà tres Campionats de Catalunya (1989, 1990, 1991) de forma consecutiva.

## Palmarès

### Com a jugadora
- 1 Lliga espanyola de voleibol femenina (1979-80)

### Com a entrenadora
- 2 Lligues espanyoles de voleibol femenina (1981-82, 1984-85)
- 3 Copes espanyoles de voleibol femenina (1982, 1984, 1985)
- 3 Lligues catalanes de voleibol femenina (1982-83, 1983-84, 1984-85)